# Lac Suwa
Le lac Suwa (諏訪湖, Suwa-ko) est une vaste étendue d'eau entourée de terre, située au centre de la principale île du Japon, Honshū, dans la région du Chūbu.

## Description
Les villes de Suwa et Okaya, ainsi que le bourg de Shimosuwa entourent le lac Suwa, qui se trouve au centre de la préfecture de Nagano[réf. souhaitée] dans les monts Kiso. Il est le vingt-quatrième plus grand lac du pays du point de vue de la superficie[réf. souhaitée].

### Omiwatari
Le lac Suwa abrite un phénomène naturel connu comme la « traversée des dieux » (御神渡り, o-miwatari). Une source chaude naturelle est présente sous la surface, de telle sorte que quand le lac gèle en hiver, les eaux sous la glace sont chaudes et continuent à circuler. Il en résulte des crêtes de pression de glace qui peuvent atteindre jusqu'à 30 cm ou plus de hauteur.

## Dans la culture

### Shintoïsme
Selon la croyance shintoïste locale, les crêtes de glace du lac sont formées par les dieux lorsqu'ils traversent le lac, plus précisément par le dieu Takeminakata (en) venu du sanctuaire haut de Suwa (Suwa-taisha kamisha), pour rejoindre sa bien-aimée la déesse Yasakatome (en), résidant au sanctuaire bas de Suwa (Suwa-taisha shimosha).

### Arts visuels

#### Estampe
Le lac Suwa inspira des estampes, notamment à l'artiste japonais Hokusai qui l'inclut dans sa série des Trente-six vues du mont Fuji.

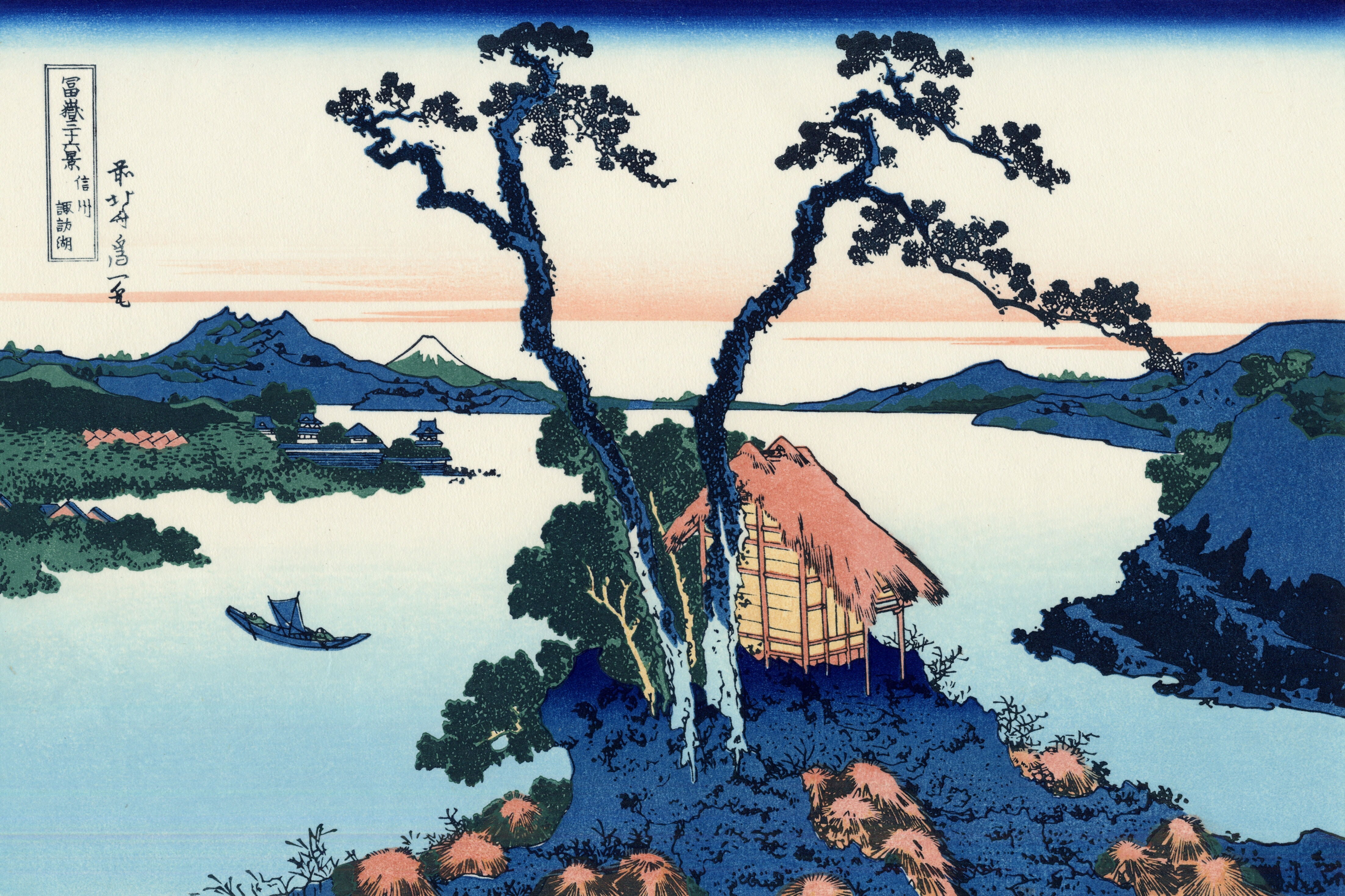
Le lac Suwa dans la province de Shinano (Shinshû Suwa-no-ko) (en), 17e vue, Hokusai (vers 1829–33).
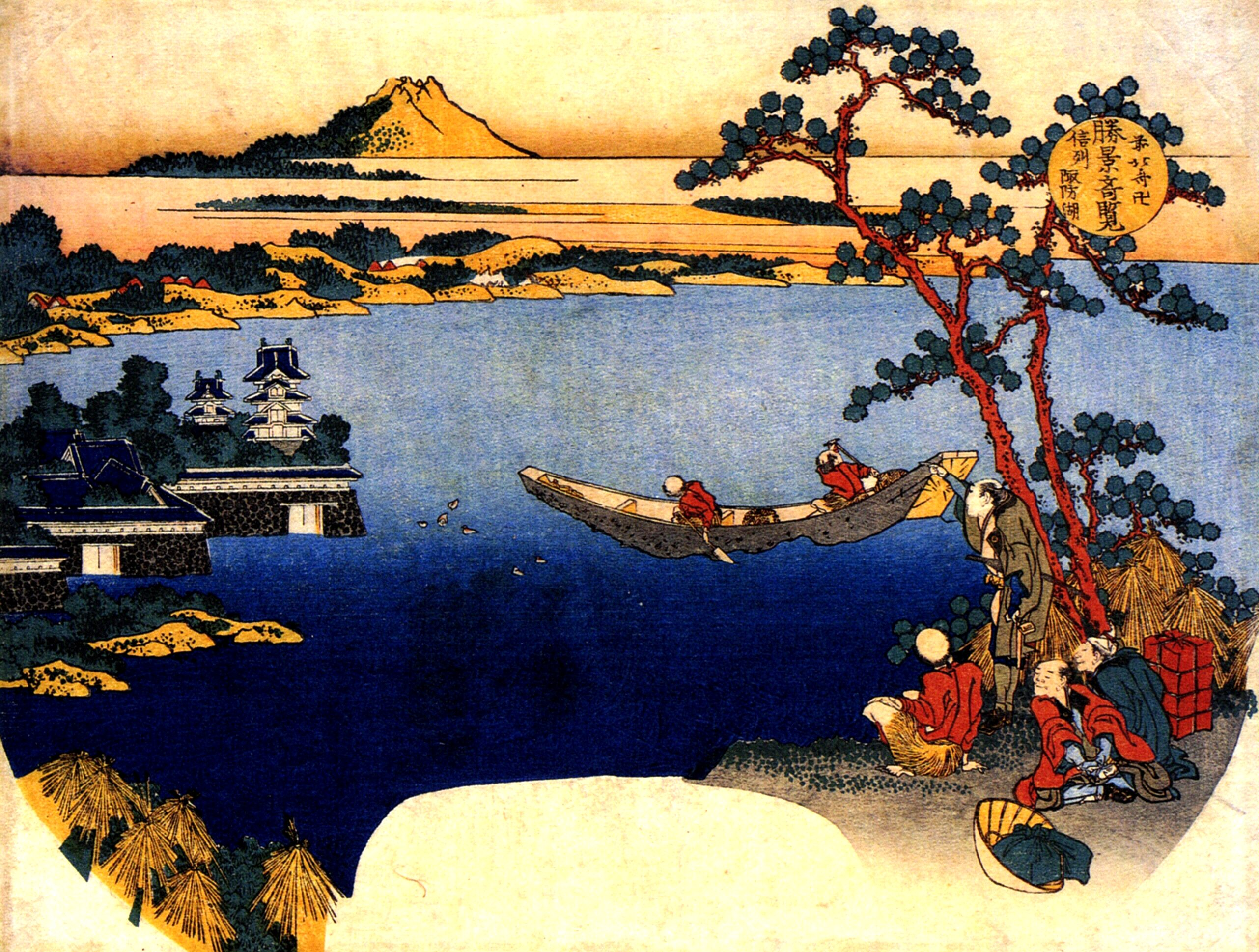
Estampe du lac Suwa par Hokusai.
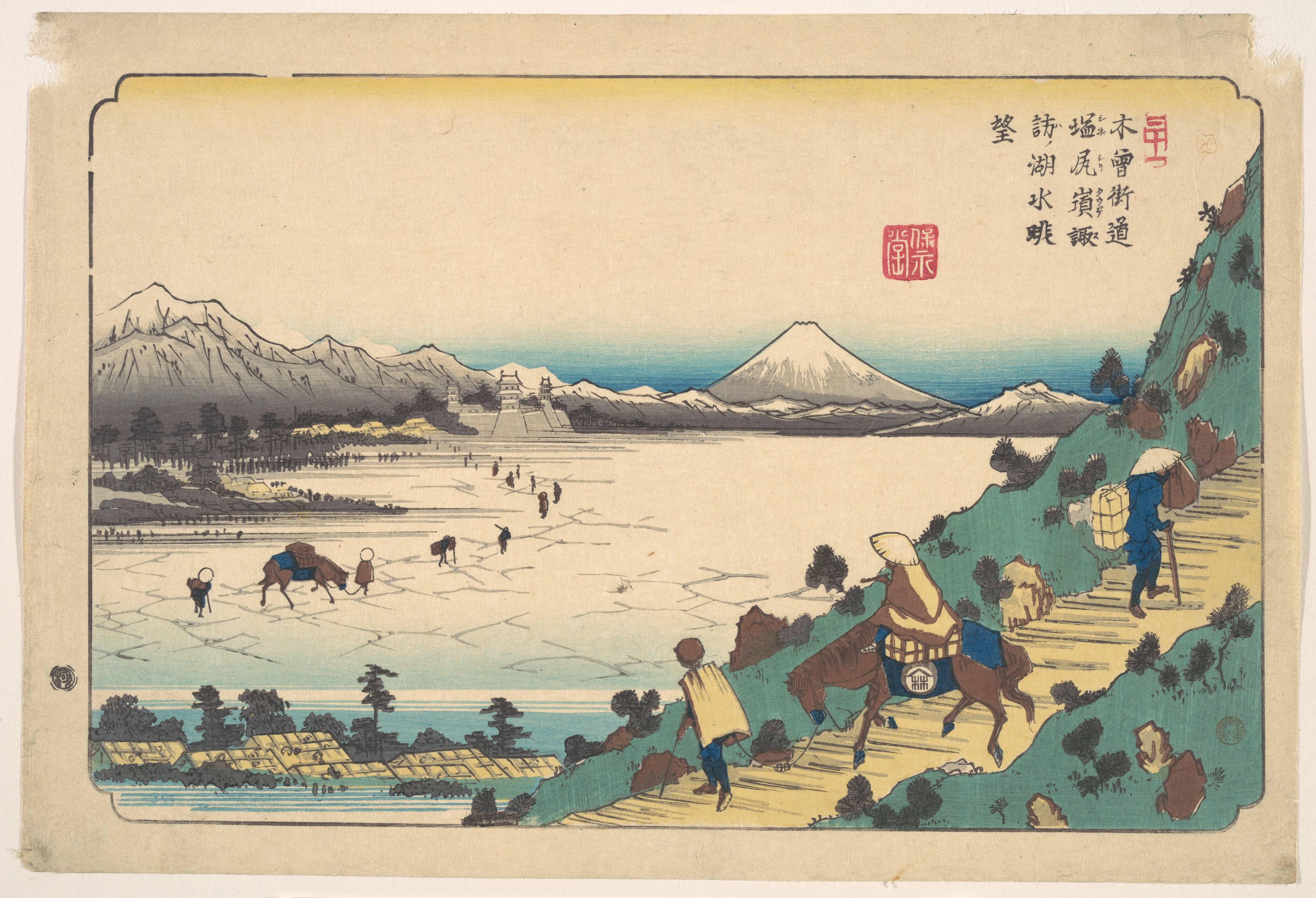
Estampe du lac Suwa par Keisai Eisen.
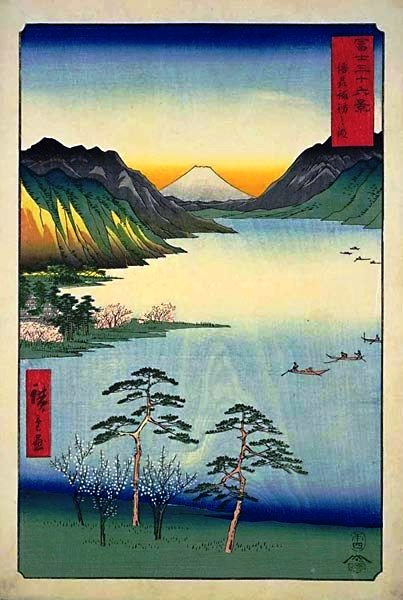
Lac Suwa dans la Province de Shinano, Hiroshige.

#### Cinéma
Dans le film Kagemusha d'Akira Kurosawa, l'urne funéraire de Takeda Shingenest est immergée dans le lac.
Le lac d'Itomori, lieu important du film d'animation Your Name., est également inspiré du lac Suwa[réf. souhaitée].

## Galerie

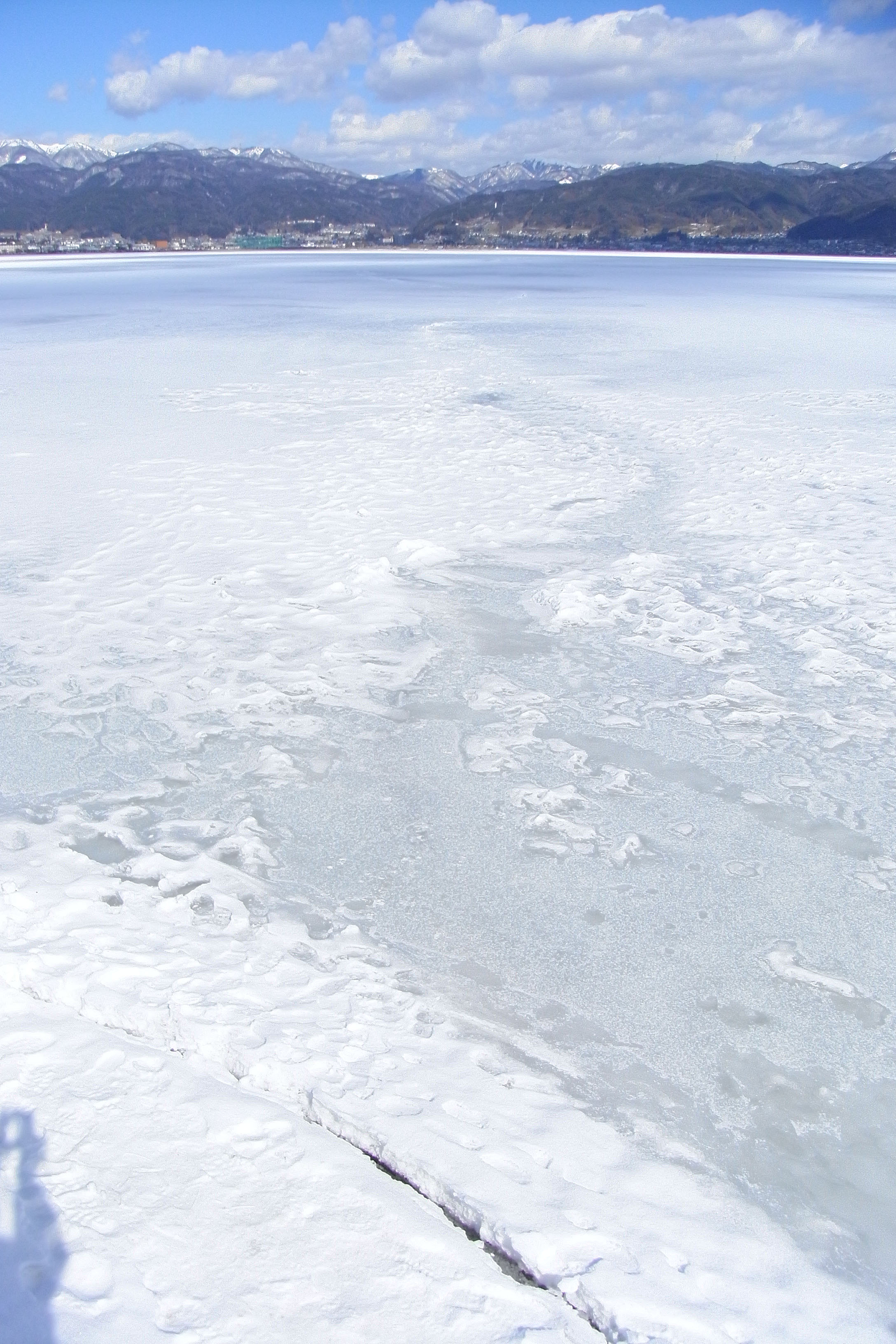
Des « traces des dieux » (2008).
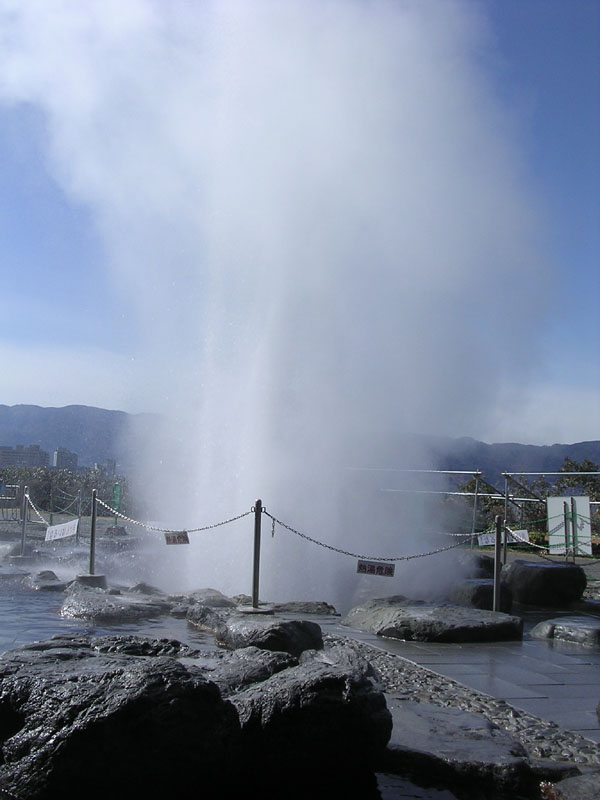
Le geyser du Lac Suwa.
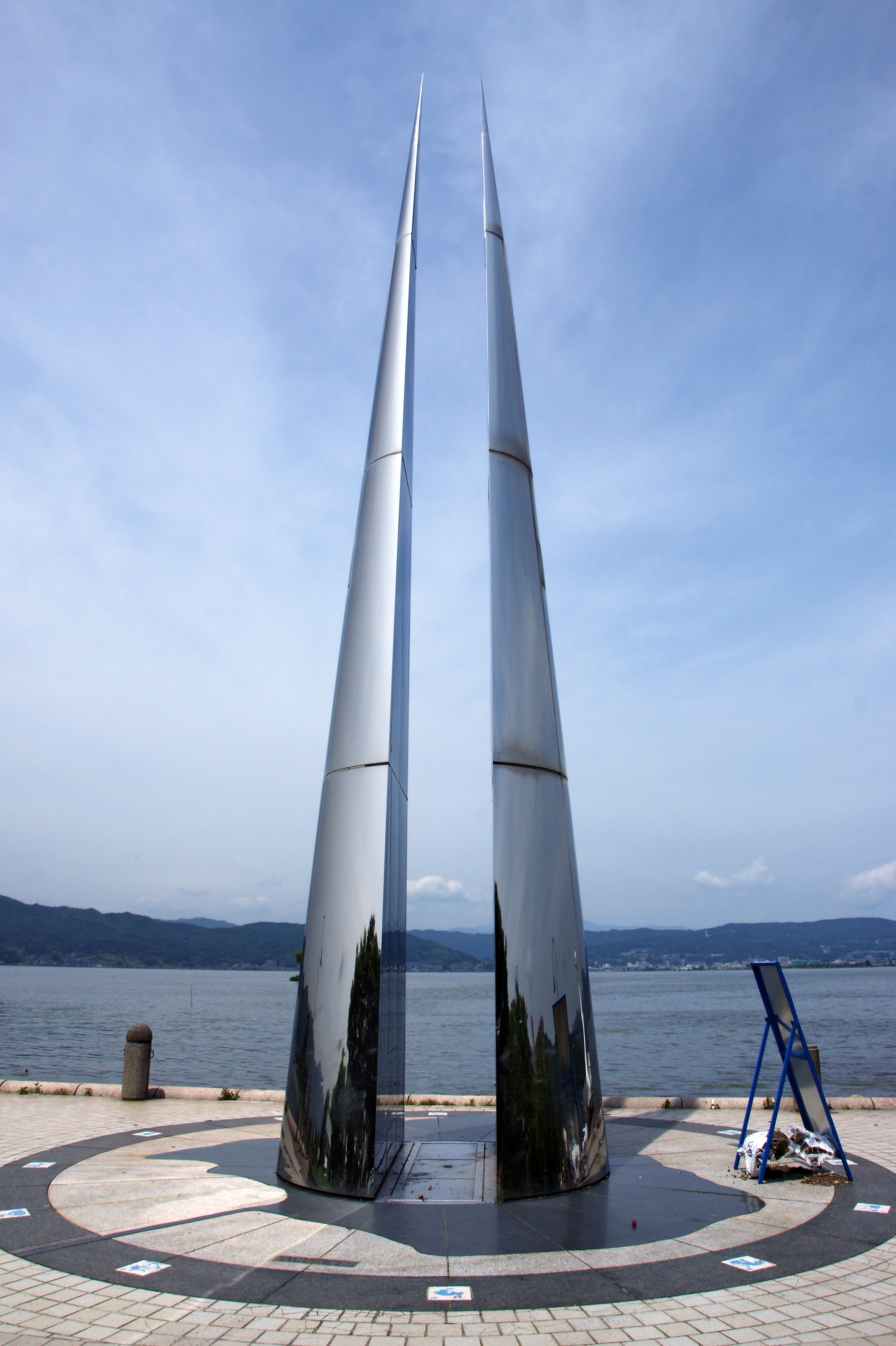
Monument symbolisant un geyser.
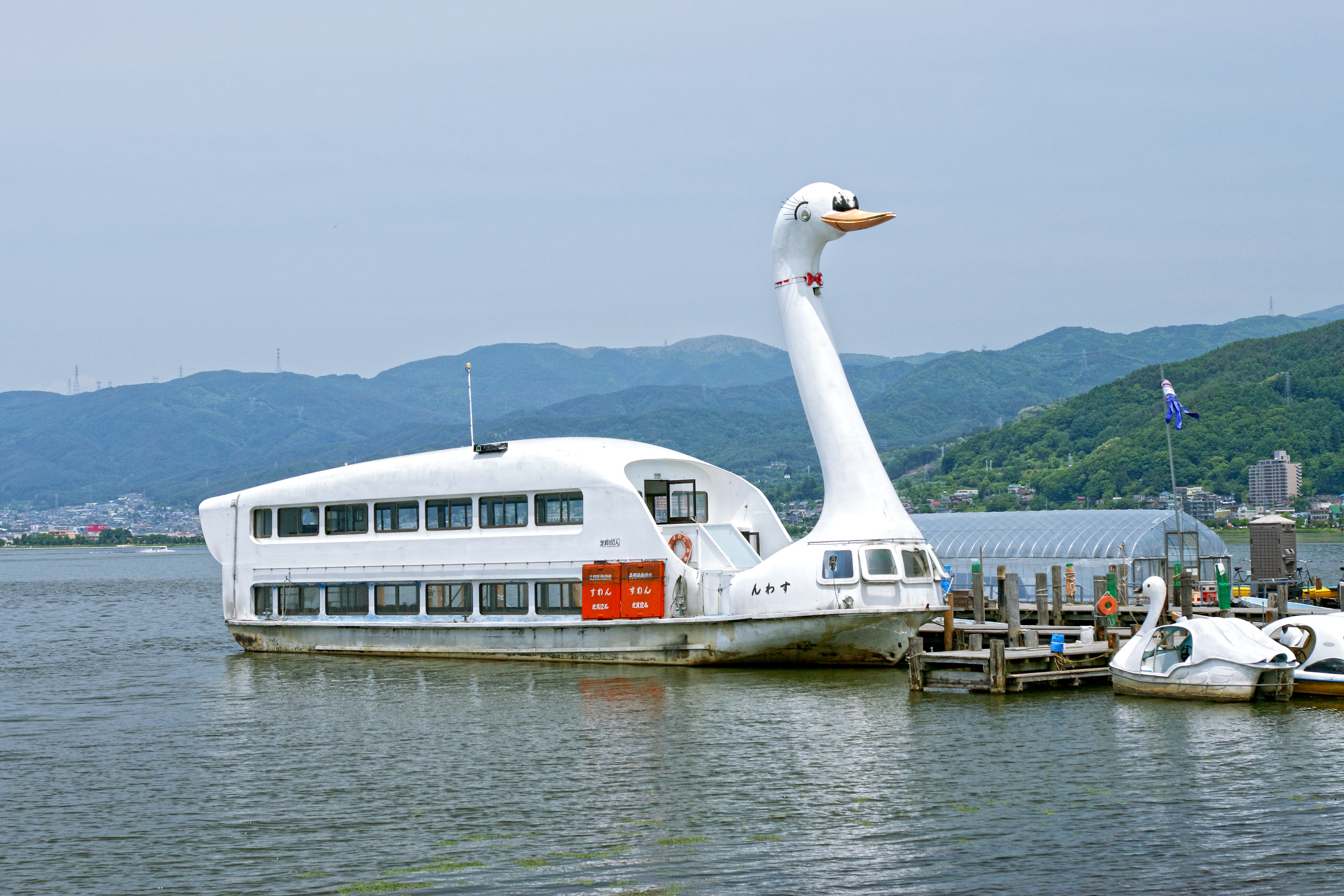
Bateau-cygne du parc Suwa.